# B-glukogalin O-galoiltransferaza
B-glukogalin O-galoiltransferaza (EC 2.3.1.90, Beta-glucogallin O-galloyltransferase) je enzim sa sistematskim imenom 1-O-galoil-beta--glukoza:1-O-galoil-beta--glukoza O-galoiltransferaza. Ovaj enzim katalizuje sledeću hemijsku reakciju
2 1-O-galoil-beta--glukoza {\displaystyle \rightleftharpoons } D-glukoza + 1-O,6-O-digaloil-beta-D-glukoza
Beta-glukogalin može da deluje kao donor i kao akceptor. Digaloilglukoza može takođe da deluje kao akceptor.

## Literatura
- Nicholas C. Price; Lewis Stevens (1999). Fundamentals of Enzymology: The Cell and Molecular Biology of Catalytic Proteins (Third изд.). USA: Oxford University Press. ISBN 019850229X.
- Eric J. Toone (2006). Advances in Enzymology and Related Areas of Molecular Biology, Protein Evolution (Volume 75 изд.). Wiley-Interscience. ISBN 0471205036.
- Branden C; Tooze J. Introduction to Protein Structure. New York, NY: Garland Publishing. ISBN 0-8153-2305-0.
- Irwin H. Segel. Enzyme Kinetics: Behavior and Analysis of Rapid Equilibrium and Steady-State Enzyme Systems (Book 44 изд.). Wiley Classics Library. ISBN 0471303097.

## Spoljašnje veze
- Beta-glucogallin+O-galloyltransferase на 